# Тур Яньчэна
Тур Яньчэна (офиц. название на англ. Tour of Yancheng Coastal Wetlands) — шоссейная однодневная велогонка, с 2014 года проводящаяся в китайском округе Яньчэн, провинция Цзянсу. Гонка санкционирована UCI и проходит в рамках UCI Asia Tour под категорией 1.2. Выпуск 2015 года проходил в формате многодневки (категории 2.2), состоящей из двух этапов.

## Призёры
| Год  | Победитель         | Второй           | Третий                 |
| ---- | ------------------ | ---------------- | ---------------------- |
| 2014 | Джесси Керрисон    | Юрген Ван Димен  | Алоис Каньковски       |
| 2015 | Эвалдас Шишкявичус | Ма Гуангтонг     | Марк Сехестед Педерсен |
| 2016 | Якуб Марецко       | Марис Богданович | Эмилс Лиепиньш         |